# Николаевка (Соколовская сельская община)
Никола́евка (укр. Миколаївка) — село в Соколовской сельской общине Кропивницкого района Кировоградской области Украины.
Население в 2023 году составляло 370 человек. Почтовый индекс — 27634. Телефонный код — 522. Код КОАТУУ — 3522585001.

## История
Село известно с XVIII в. как Тимофеевка, принадлежало отставному ротмистру К. Тарковскому. Рядом Кордашево — это родовое имение Кардасевичей.